# Alberta Hunter
Pour les articles homonymes, voir Hunter.
Alberta Hunter est une chanteuse afro-américaine de blues et de jazz née à Memphis, Tennessee, le 1er avril 1895 et morte à Roosevelt Island, New York, le 17 octobre 1984 qui a eu une carrière pleine de succès du début des années 1920 à la fin des années 1950, puis a cessé de jouer. Après vingt ans comme infirmière, Hunter reprend avec succès sa carrière de chanteuse populaire jusqu’à sa mort.

## Jeunesse
Alberta Hunter est née à Memphis, dans le Tennessee, où sa mère, Laura Peterson, travaille comme femme de chambre dans une maison close, et son père Charles Hunter comme porteur dans une gare. Hunter a dit qu'elle n'a jamais connu son père. Elle fréquente l'école primaire, près de Auction Street, à Memphis, qu'elle appelle Auction School. Elle fréquente l'école jusqu'à l'âge de 15 ans environ.
Hunter a une enfance difficile. Son père part quand elle est encore enfant et pour subvenir aux besoins de la famille, sa mère travaille comme servante dans une maison close à Memphis, bien qu'elle se remarie en 1906. Hunter n'est pas contente de sa nouvelle famille et s'enfuit à Chicago à 11 ans, dans l’espoir de devenir chanteuse rémunérée; elle avait entendu dire que cela payait 10 dollars par semaine. Au lieu de trouver un travail de chanteuse, elle doit gagner de l'argent en travaillant dans une pension qui paye six dollars par semaine, avec la chambre et la pension. La mère de Hunter quitte Memphis et emménage avec elle peu de temps après.

## Carrière

### Premières années: 1910-1940
Hunter commence sa carrière de chanteuse dans un bordel et a va rapidement dans des clubs attirant les hommes, les noirs comme les blancs. En 1914, elle suit les cours d'un pianiste de jazz, Tony Jackson, qui l'aide à élargir son répertoire et à composer ses propres chansons. Au début de son adolescence, elle s'installe à Chicago. Au début de sa carrière, elle passe une partie de son temps à chanter dans une maison close le Dago Frank's. Elle chante ensuite dans le saloon de Hugh Hoskin et dans de nombreux bars de Chicago.
Elle travaille au Panama Cafe devant une foule de fêtards exigeants, en quête de blues, au Panama Club, un club appartenant à des blancs et destiné à une clientèle exclusivement blanche, possédant une chaîne à Chicago, à New York et dans d'autres grandes villes. La première représentation de Hunter a lieu dans une salle à l'étage, loin de l'événement principal où Florence Mills, Ada « Bricktop » Smith et Cora Green se produisent formant le Panama Trio. C'est ainsi qu'elle commence en tant qu'artiste dans un cabaret. « La foule ne voulait pas rester en bas. Ils montaient pour nous entendre chanter du blues. C'est là que je me levais, inventais des couplets et chantais au fur et à mesure ». Beaucoup prétendent que son charme repose sur son don d'improviser des paroles pour satisfaire le public. Sa chance vient quand elle est engagée au Dreamland Cafe, où elle chante avec King Oliver et son groupe.
Elle épluche des pommes de terre le jour et traque les propriétaires de club la nuit, déterminée à décrocher un emploi de chanteuse. Sa persévérance porte ses fruits et Hunter commence son ascension des profondeurs les plus basses de la ville pour occuper un poste de vedette dans le lieu le plus prestigieux pour les artistes noirs, la salle de bal Dreamland. Elle est associée au Dreamland pendant cinq ans à partir de 1917 et son salaire augmenté à 35 $ par semaine. Elle fait sa première tournée en Europe en 1917, se produisant à Paris et à Londres. Les Européens la traitent comme une artiste, faisant preuve de respect et même de révérence, ce qui l'a beaucoup impressionnée.
Sa carrière de chanteuse et de compositrice est florissante dans les années 1920 et 1930. Elle apparaît sur scène dans des clubs et dans des comédies musicales à New York et à Londres. Les chansons qu'elle écrit comme Downhearted Blues (en) en 1922, sont acclamées par la critique. Elle enregistre plusieurs disques avec Perry Bradford de 1922 à 1927. Hunter enregistre de façon prolifique dans les années 1920, commençant par des sessions pour Black Swan en 1921 , Paramount en 1922-1924, Gennett en 1924, OKeh en 1925-1926, Victor en 1927 et Columbia en 1929. Tout en travaillant pour Paramount, elle enregistre également pour Harmograph Records sous le pseudonyme de May Alix.
En France, Alberta Hunter commence par être engagée à Nice, le 10 décembre 1927, au Princess Palace, puis au Knickerboker Club toujours sur la côte d'Azur. Elle retourne à Londres pour jouer dans le show de Noble Sissle au London Pavilion pour les victimes de l’inondation de la Tamise de 1928. En 1928, Hunter joue le rôle de Queenie aux côtés de Paul Robeson dans la première production londonienne de Show Boat à Drury Lane. Elle revient à Paris en avril 1929 au Cotton Club récemment ouvert, 6 rue Fontaine, dirigé par Jack Landorff. Elle chante au Florence, appartenant à Peppy d'Abrew. Elle retourne à New York sur le Île de France pour chanter dans le show Small's Paradise à Harlem en février 1930 et revient à Paris pour se produire au Fred Payne's Bar, 14 rue Pigalle.
Elle se produit ensuite dans des boîtes de nuit dans toute l'Europe et se produit pendant la saison d'hiver 1934 avec l'orchestre de Jack Jackson au Dorchester, à Londres. L'un de ses enregistrements avec Jackson est Miss Otis Regrets (en). Au Dorchester, elle enregistre plusieurs disques HMV avec l'orchestre et apparaît dans le film britannique Radio Parade of 1935  en 1934, premier film en Dufaycolor (en), de courte durée, mais où seule la partie de Hunter est en couleur.
Elle passe la fin des années 1930 à remplir ses engagements des deux côtés de l'Atlantique et au début des années 1940 à se produire chez elle. Hunter déménage finalement à New York. Elle joue avec Bricktop et enregistre avec Louis Armstrong et Sidney Bechet. Elle continue à se produire des deux côtés de l'Atlantique et à la tête du premier spectacle noir de l'United Service Organizations, jusqu'à la mort de sa mère. En 1944, elle prend une troupe de l'USO à Casablanca et divertit les troupes sur les deux théâtres de guerre pendant la durée de la Seconde Guerre mondiale et au début de l'après-guerre. Dans les années 1950, elle dirige une troupe de l'USO en Corée, mais la mort de sa mère en 1957 l’amène à envisager un changement de carrière radical.

### Retraite: années 1950-1970
Hunter déclare que lorsque sa mère est décédée en 1957, parce qu'elles étaient partenaires et si proches l'une de l'autre, l'attrait de la scène s'est terminé pour elle. Elle cache son âge, invente un diplôme d'études secondaires et s'inscrit dans une école d'infirmières, entamant une carrière dans le secteur de la santé, dans laquelle elle travaille pendant 20 ans au Goldwater Memorial Hospital (Coler Specialty Hospital (en)) de Roosevelt Island. En 1977, l'hôpital force Hunter à prendre sa retraite, alors qu'elle était prête à consacrer le reste de sa vie au nursing, parce qu'ils croient qu'elle a 70 ans. Hunter, en a en réalité 82. Elle décide de recommencer à chanter.

### Retour: années 1970-1980
Au début des années 1960, elle avait déjà effectué un bref retour en jouant sur deux albums. Hunter travaille toujours au Goldwater Memorial Hospital en 1961 quand on la persuade de participer à deux sessions d'enregistrement. En 1971, elle est enregistrée sur cassette vidéo pour une émission de télévision danoise et elle enregistre une interview pour la Smithsonian Institution . La même année, le producteur de disques Chris Albertson lui demande de rompre une absence de 11 ans du studio d’enregistrement. Le résultat est sa participation (quatre chansons) à un album chez Bluesville Records, intitulé Songs We Taught Your Mother. Le mois suivant, Albertson l'enregistre de nouveau, cette fois pour Riverside Records, la réunissant avec Lil Hardin Armstrong et Lovie Austin, avec qui elle avait joué dans les années 1920.
À l'été 1976, Hunter assiste à une fête organisée par Bobby Short (en) pour son amie de longue date, Mabel Mercer. L'agent, Charles Bourgeois, demande à Hunter de chanter et l'a met en contact avec le propriétaire du légendaire Cafe Society, Barney Josephson (en). Josephson offre à Hunter un engagement limité dans son club de Greenwich Village, The Cookery. Sa production pendant deux semaines est un succès retentissant, se transformant en un engagement de six ans et en une reprise de sa carrière dans la musique.
Impressionné par les articles de presse, John Hammond fait signer Hunter avec Columbia Records. Il n’avait auparavant jamais montré d’intérêt pour Hunter, mais il avait été un proche collaborateur de Barney Josephson, lorsque ce dernier dirigeait les clubs Café Society Uptown et Downtown. Ses albums Columbia, The Glory of Alberta Hunter, Amtrak Blues, sur lequel elle interprète le classique du jazz Darktown Strutters' Ball (en)
et Look For The Silver Lining ne se vendent pas aussi bien que prévu, mais les ventes restent néanmoins bonnes. Elle fait aussi de nombreuses apparitions à la télévision, notamment dans To Tell the Truth (en), dans lequel Kitty Carlisle, membre du groupe d'experts, doit se récuser, les deux se connaissant depuis l'apogée de Hunter. Elle joue également un rôle de premier plan dans le film Tu ne m'oublieras pas, de Robert Altman datant de 1978, pour lequel il lui demande d'écrire et d'interpréter la musique de la bande originale.
Tous les soirs, The Cookery reçoit un grand nombre de spectateurs, tandis que des offres de concerts viennent du Brésil à Berlin et l'invitent à chanter à la Maison-Blanche. Au début, elle refuse, car, a-t-elle expliqué, « ils voulaient que je sois là-bas pendant mon jour de congé », mais la Maison-Blanche modifié son horaire pour s'adapter à l'artiste vétéran. Au cours de cette période, l’ancienne Première Dame devenue rédactrice en chef, Jackie Onassis, veut lui faire signer une autobiographie, mais elle n’est pas satisfaite du co-auteur attribué au projet. Le livre est finalement réalisé pour un autre éditeur, avec l'aide de l'écrivain Frank Taylor. Le retour de Hunter a duré six ans. Elle fait des tournées en Europe et en Amérique du Sud, fait de nouvelles apparitions à la télévision et apprécie sa carrière d'enregistrement renouvelée ainsi que le fait que les catalogues de disques contiennent à nouveau ses anciens enregistrements, remontant à ses débuts en 1921 sur le label Black Swan.

## Vie privée
En 1919, Hunter épouse Willard Saxby Townsend, un ancien soldat qui devient plus tard chef d'équipe bagagistes via The International Brotherhood of Red Cap (Transportation Communications International Union (en)),,. Ils se séparent au bout de quelques mois, car Hunter ne veut pas quitter sa carrière. Ils divorcent en 1923.
Hunter est lesbienne mais garde sa sexualité relativement privée. En août 1927, elle s'embarque pour Paris en compagnie de Lottie Tyler, nièce du célèbre comédien Bert Williams. Hunter et Tyler se sont rencontrées à Chicago quelques années auparavant. Leur relation dure jusqu'à la mort de Tyler, plusieurs années plus tard .
Hunter est inhumée dans le cimetière Ferncliff Cemetery (section Elmwood, parcelle 1411) à Hartsdale, comté de Westchester, État de New York, où se trouvent de nombreuses sépultures de célébrités,
La vie de Hunter est documentée dans Alberta Hunter: Rockin 'de My Castle, un téléfilm de 1988, documentaire écrit par Chris Albertson et narré par le pianiste Billy Taylor, et dans Cookin' at the Cookery, comédie musicale biographique de Marion J. Caffey, qui a tourné aux États-Unis ces dernières années avec Ernestine Jackson (en) dans le rôle de Hunter.
Hunter a été intronisée au Blues Hall of Fame en 2011 et au Memphis Music Hall of Fame (en) en 2015 . L'album Amtrak Blues a été honoré par le Hall of Fame du Blues en 2009.

## Discographie
- 1961 Chicago : The Living Legends « Live » (Original Blues Classics)
- 1961 Songs We Taught Your Mother (Bluesville / Original Blues Classics)
- 1962 Alberta Hunter with Lovie Austin and Her Blue Se (Riverside)
- 1977 Remember My Name (Columbia)
- 1978 Amtrak Blues (Columbia)
- 1981 The Glory of Alberta Hunter (Columbia)
- 1982 Look for the Silver Lining (Columbia)

## Filmographie
- (en) Goldman, Stuart A.; Albertson, Chris; Taylor, Billy; Hunter, Alberta; Churchill, Jack; Cohen, Robert M.; Alfier, Mary (2001). Alberta Hunter: My Castle's Rockin'. New York: View Video. 1988[33]  (ISBN 978-0-803-02331-4). (OCLC 49503904).
- (en) Santee, Clark; Santee, Delia Gravel; Conover, Willis; Hunter, Alberta; Allen, Gary (2005). Alberta Hunter Jazz at the Smithsonian. Shanachie Entertaintment. concert live au Baird Auditorium de la Smithsonian Institution, 29 novembre 1981,  (ISBN 978-1-561-27270-9). (OCLC 58996219).

## Source
: document utilisé comme source pour la rédaction de cet article.
- (en) Taylor, Frank C.; Cook, Gerald (1988). Alberta Hunter: A Celebration in Blues. New York: McGraw-Hill.  (ISBN 978-0-070-63172-4). (OCLC 19040548).
- (en) Carby, Hazel V. (1999). "Black Women's Blues, Motown and Rock and Roll". Cultures in Babylon: Black Britain and African America. Londres Verso. pp. 40–41.  (ISBN 978-1-859-84884-5). (OCLC 42035800).
- (en) Ewing, K. T. (2015). "What Kind of Woman? Alberta Hunter and Expressions of Black Female Sexuality in the Twentieth Century", in Trimiko Melancon et Joanne M Braxton. Black Female Sexualities. New Brunswick, N.J., and London: Rutgers University Press. pp. 100–112.  (ISBN 978-0-813-57174-4). (OCLC 878111531).*
- (en) Gilbert, Lynn; Moore, Gaylen (1981). "Alberta Hunter." Particular Passions: Talks with Women Who Have Shaped Our Times. New York: C. N. Potter. p. 245.  (ISBN 978-0-517-54371-9). (OCLC 6981498).
- (en) Harrison, Daphne Duval (1990). "She's Got a Mind to Ramble: Alberta Hunter", in Black Pearls: Blues Queens of the 1920s. New Brunswick, N.J.: Rutgers University Press. pp. 199–218.  (ISBN 978-0-813-51280-8). (OCLC 464014882).
- (en) Scott, Michelle R. (2010). "Alberta Hunter (1895–1984): She Had the World in a Jug, with the Stopper in Her Hand", in Sarah Wilkerson Freeman, Beverly Greene Bond, et Laura Helper-Ferris. Tennessee Women Their Lives and Times. Athens et Londres: University of Georgia Press. p. 93.  (ISBN 978-0-820-32948-2). (OCLC 5559550344).
- [PDF] Extrait de (en) Tracy Denean Sharpley-Whiting (en), Bricktop's Paris : African American Women in Paris between the Two World Wars, Albany, State University of New York Press, 2015, 398 p. (lire en ligne), Chapitre 1 : Les Dames, Grand and Small, Of Montmartre, The Paris of Bricktop.